# 北京国安足球俱乐部历史
北京国安足球俱乐部历史按照编年体方式记述了中国足球超级联赛北京国安足球俱乐部从1994年起参加中国国内职业足球赛事和亚洲级别比赛的征战历史。

## 1994年
1994年甲A联赛，为中国足球职业联赛的第一个赛季，也是北京国安的首个职业赛季。首场比赛，国安队客场挑战广东宏远，并最终以2:0获胜。是役也成为国安队职业联赛中的首场胜利，打进国安队职业联赛第一粒进球的是杨晨。
1994年北京国安的征战历程波澜不惊，在主教练唐鹏举的率领下，球队除了在主场分别以5:1和6:0战胜了上海申花以及沈阳东北六药以外，并没有特别出色的表现。整个赛季，国安队在打入42个进球的同时，失球数也达到了34个，成为俱乐部迄今为止场均进球和失球最多的赛季。攻强守弱成为了制约球队成绩提高的瓶颈。
赛季结束后，由于在十二支参赛队中仅位列第八名，俱乐部决定更换主教练。1994年底，时任唐鹏举助手的金志扬取代前者，成为国安俱乐部历史上第二名主教练，这个决定给国安队的发展带来了第一个高潮。

## 1995年
1995年北京国安在金志扬的带领下表现出了较高的技战术水平与精神风貌，取得了较为出色的成绩。95赛季伊始，面对上一年难以令人满意的联赛排名，金志扬对球队进行了大刀阔斧的改革，提拔了谢朝阳、韩旭、南方等年轻队员进入一线队，同时召回了前国脚高洪波，从吉林现代引进了河北籍守门员符宾，重用杨晨、周宁和邓乐军等新生力量，加之谢峰、高峰和曹限东的日臻成熟，北京国安队的新老交替得以顺利完成。此外，在球队的精神追求上，金志扬提出北京国安“永远要争第一”，同时，参仿时任申花队主教练徐根宝的“抢逼围”战术，并结合北京足球的特点，提出了“抢快活”的战术指导方针。这些变革深刻的影响了国安队，并使国安在当年度的甲A联赛中成为受人瞩目的球队。
尽管赛季前准备充分，上半程联赛表现又异常稳定，但是经验的欠缺还是羁绊了国安队前进的步伐。1995年9月3日，在甲A联赛第11轮的比赛中，北京国安做客广东，当值主裁判魏吉洪的判罚尺度极具争议，共对国安出示了7张黄牌和2张红牌，分别罚下了谢峰和曹限东，在裁判判罚的影响下，北京国安最终心态失衡，以0：3失利，让出了联赛积分榜首的位置。由于出现了过多的红黄牌，随后的比赛国安队又在多名主力停赛的情况下主场被济南泰山以1:1逼平，接着在事关夺冠大局的战役中由于符宾和韩旭的配合失误客场0：1负于上海申花，至此三战仅积一分，基本上丧失了争冠的机会。
然而球队并没有放弃，在金志扬鲜明执教风格的带领下，北京国安始终处在第一集团，并一直对领头羊保持着一定的压力。然而联赛第二十一轮，北京国安客场被青岛海牛以0：0逼平，彻底失去了问鼎的可能，国安队的首次冲冠之旅也就此终结。不过值得一提的是，1995年11月17日，在只有战胜来访的广东宏远才能取得联赛亚军的情况下，球队以3：1取得了胜利，获得了职业联赛以来俱乐部的最好成绩。
值得一提的是，国安队在1995年夏天在北京工人体育场进行的四场商业比赛中取得了很好的成绩，先后2比1战胜阿森纳、1比1战平AC米兰（90分钟内，点球负）、1比1平韩国现代老虎(90分钟内,点球负)、3比2战胜了巴西弗拉门戈，这也就是著名的工体不败，以此为契机，中国掀起了一股商业比赛的热潮。
纵观整个赛季，金志扬对国安队的改造获得了空前的成功，没有取得更好的成绩确实略有遗憾。金志扬自己评价1995赛季是“申花运，国安年”
，而95年的国安队至今仍为很多北京球迷津津乐道。

## 1996年
经过了1995年的火爆，1996年国安俱乐部加大了对球队的投入。年初，俱乐部召回了在日本踢球的魏克兴，同时又将沈祥福充实进教练组，接着又以创当时国内转会纪录的价格66万元人民币引进了八一队的中场球员王涛（大），加上队中的曹限东、胡建平、谢峰、高峰和高洪波等人，国安队已经拥有了号称当时国内最为强大的攻击阵容，也被媒体公认为是夺冠的热门。同时，国安俱乐部决定更换主场，全队由位于北京南城的先农坛体育场搬到了与东二环比邻的工人体育场，主场容纳的观众人数翻了一番。在球员转出方面，姜滨成为通过转会离开国安队的第一人，他以55万元人民币的身价加盟了八一队。
国安队在当年联赛的第二轮主场对阵延边现代汽车队，通过曹限东和邓乐军的入球与对手战成2：2，这场比赛成为国安队在工人体育场的第一场联赛比赛，曹限东打入了国安队在工体的第一个联赛进球。然而球队虽然在人员上得到了补充，但是由于各队对国安的研究更加透彻，同时加之球队自身防守不力的问题，导致北京国安在96甲A联赛中的表现差强人意。在上半年客场负于榜首的大连万达之后，北京球迷甚至打出了“保卫北京”的口号。同时由于主场成绩相比1995年出现了很大下滑，96赛季北京国安队最终仅获得了第4名。
但是在另一个赛场，国安队却呈现出不同的景象。96足协杯，国安队一路战胜了四川全兴，大连万达等球队，杀入决赛。当年的足协杯决赛有所不同，并非采取主客场双场制胜制，亦非第三地单场胜制，而是需要参加决赛的两支球队进行抽签来决定比赛场地。北京国安幸运的抽到了主场。11月3日，国安队在工体数万名观众的助威声中，凭借高峰、高洪波和邓乐军的入球以4：1击败了对手济南泰山队，第一次捧起了足协杯的冠军奖杯，这也是国安足球俱乐部职业联赛历史上的第一个全国冠军。
1996年国安队还拥有了俱乐部历史上的第一名外籍球员。在赛季中期，球队引进了巴西前鋒林德诺，然而他的到来并未对球队产生积极作用。在参加的为数不多的几场比赛中，其并没有出色的表现，仅仅在主场对阵八一队的比赛中创造了一个点球，结果最终以“零进球”的方式于赛季末黯然离队。
96赛季国安队尽管杯赛夺魁，联赛成绩没有大幅下滑，但是赛季中负面新闻增多，这对国安日后的发展造成了一定的影响。

## 1997年
1997年伊始，国安俱乐部即发生了变化。经北京市体育局和中信国安总公司研究决定，并经北京市政府以及中信总公司批准，俱乐部于1997年2月与北京市体育局脱离关系，正式纳入中信国安公司的组织序列，这也标志着北京足球队职业化改造彻底完成。
上赛季的第四名显然不能让“永远争第一”的国安俱乐部满意。在当年年初，黑人外援英加纳加盟球队，与之同时签约的还有后来为人熟知的巴拉圭国脚冈波斯。国内球员转会方面，金志扬终于得到了曾效力于延边现代队的国脚，司职左边后卫的李红军，另外租借至八一队的守门员姚健重新回到球队。在球队不断扩充人员的同时，也有队员相继离队，其中高洪波以120万人民币加盟广州松日，高峰以100万人民币左右的价格转会至前卫寰岛

在主场与八一队的比赛中外援英加纳取得进球，成为国安俱乐部历史上第一名有进球的外籍球员，但由于其技术风格与国安队并不合拍，在客场与广州太阳神队比赛之后遭俱乐部弃用；接着国安队又引进了后来与冈波斯并称为“三杆洋枪”的另外两名外籍球员：巴拉圭球员卡西亚诺和西班牙球员安德雷斯。
1997年7月20日，北京国安主场迎战上海申花，三人首次联袂出场。刚刚在联赛中以1：5败给大连万达队并创造俱乐部联赛失球记录的北京国安队以9：1的悬殊比分战胜了对手。“三杆洋枪”总共打入八球，其中安德雷斯和卡西亚诺上演了帽子戏法。这场争夺也是截至目前中国顶级职业足球联赛进球最多、比分最为悬殊的一场比赛。
国安队在随后的三场比赛中取得了2胜1平进8球失3球的成绩，但是由于中国国家队参加98世界杯预选赛亚洲区外围赛，联赛休战3个月，所以国安队的好势头没有保持下去。联赛重新开始后客场在漫天大雪中与济南泰山队战成0：0，失去了争冠的机会。随后球队状态起伏不定，加之外战的困扰，在联赛最后阶段先后和濒临降级的天津三星，广州太阳神等球队打成平局，并于联赛的倒数第二轮客场输给了上海申花。最终在那个赛季，北京国安队位列联赛第三。不过冈波斯凭借出色的表现获得了中国足球先生的称号，成为首名获此荣誉的外籍球员。
但是同1996年一样，在足协杯的赛场上国安队却成功晋级决赛，巧合的是国安队再次通过抽签使比赛在自己的主场进行。1997年12月28日，北京国安队在主场六万多名球迷的助威声中，在开场不久就因为邓乐军的乌龙球而落后的不利形势下，最终凭借卡西亚诺和南方的两粒进球完成反超，击败了来访的上海申花队，实现了足协杯的两连冠，成为了中国足球职业化以来首支卫冕足协杯的球队。
同时在另一个战场上，国安队的表现也可圈可点。1997年12月3日，在亚洲优胜者杯的比赛中，北京国安作客日本，以2：0击败了日本川琦贝尔迪队。一周后北京国安再次在主场1：0击败对手。这样国安队在全年六场亚优杯的比赛中以进18球而不失一球的战绩，成功晋级于下一年举行的决赛阶段比赛。
尽管整个赛季国安队的成绩一般，但是连续三年位居甲A联赛前列和三年两夺足协杯冠军的成绩巩固了自己在中国顶级足球联赛的强队地位。

## 1998年
1998年国安俱乐部对球队进行了较大规模的调整。首先，在1997赛季结束之后，北京国安队通过“永久转会”，以120万美元的价格与巴拉圭小将罗曼签约，成为首个实现外籍球员永久转会的中国足球俱乐部；其次，金志扬离开了北京国安队，出任中国国家队助理教练，同时兼任北京队总教练。沈祥福成为了国安队新任主教练；第三，继上一赛季失去“二高（高洪波、高峰）”之后，球队继续有多名球员离队或退役，其中包括转会到德国甲级俱乐部法兰克福队，并成为该队在1998-1999赛季第一射手的杨晨，他也成为中国第一个跻身欧洲五大联赛的球员；与他同时出国发展的还有下半年被租借到曼海姆队的周宁；另外，谢峰、曹限东和邓乐军以及王涛（大）也纷纷登上转会榜，北京国安队的中前场主力流失殆尽。
1998年3月12日，缺兵少将的北京国安队迎来了这个赛季伊始最重要的比赛，在超霸杯赛中迎战上届联赛冠军大连万达队。90分钟双方战成1：1，同时卡西亚诺因为与对方发生争执而被红牌罚下。加时赛中北京国安由周宁助攻，安德烈斯抢点完成了中国足球历史上的第一粒金球，从而以2：1取得了胜利，爆出了冷门。
在亚优杯赛场上，北京国安队参加了于4月份举行的决赛阶段比赛。由于自身实力差距，旅途奔波以及主力外援罗曼的红牌下场，国安在首场比赛中以0：5的大比分输给了韩国水原三星队，创造了建队以来最大比分失利。不过在随后的比赛中，北京国安以4：1击败了土库曼斯坦克派达格队，最终取得了亚优杯比赛的第三名。这也是北京国安外战历史上的最好成绩。
98赛季，部分主力球员的离队造成了赛季之初国安队一线阵容人员严重缺乏。由于中信国安公司在1992年接手球队成立国安俱乐部时只吸收了北京足球队（成年队），并未接纳北京青年队，所以后者单独成立了北京威克瑞足球俱乐部参加乙级联赛。6年后，新老交替的问题开始出现。当时国安二队的年轻球员普遍达不到一队的水平，以至于联赛开始时国安一线队的注册队员只有十八名。曾有媒体戏称时任主教练沈祥福是在带领“十八棵青松”南征北战。到赛季中期，这种情况仍然没有好转，反倒愈演愈烈。于是在北京市政府的干预下北京国安出资1200万人民币收购了北京威克瑞，两家俱乐部宣布合并，威克瑞队全体队员划归国安，威克瑞队解散。国安俱乐部将威克瑞队中几名主力徐云龙、杨璞、邵佳一、薛申、田野等人以及尚在巴西中国健力宝青年队中的陶伟收入一队，其它队员和国安二队合并，其中大部分球员在当年年底被挂牌转让。此举缓解了国安一线队的人员危机，但却使得很多有特点的队员流失，造成了北京足球资源的巨大浪费。
在赛季中解决了人员问题后，国安队终于步入正轨，但是新球员需要时间与球队进行磨合，所以球队并未有所突破。由于中场实力锐减，三名外援无法得到有效支援，1998年北京国安全年26场联赛中进球数仅有32个。依靠稳健的防守，北京国安队在98赛季取得了联赛的第三名。另外值得一提的是，国安球员冈波斯代表巴拉圭国家队参加了法国世界杯决赛周的比赛，国安也成为第一支拥有世界杯决赛周参赛球员的中国足球俱乐部。

## 1999年
1999年，俱乐部没有汲取前两个赛季在人员流失方面的教训，结果两年间表现出色的三名外籍球员相继离队，而新引进的三名外援托肯，米哈利和佩塔在实力上并不能和以前的三杆洋枪相提并论。新赛季开始国安尚保持了良好的势头，两胜一平暂时占据了积分榜首，但随后从第5轮到第7轮的三连败使得国安在引援方面的问题暴露无疑。其中第6轮主场负于上海申花更是终结了自己29场工体联赛不败的记录。随后国安的战绩仍无明显起色，一度滑落到联赛第九。联赛第一阶段结束后国安辞退了最先引进的三名外援，召回了旧将卡西亚诺，同时引进了巴雷德斯和拉雷阿充实前锋线。在一系列人员调整后国安成绩有了明显好转，从第14轮主场战胜深圳队开始，国安保持了4胜4平的8轮不败战绩，积分榜上也一度上升到第四。但随后在对阵山东鲁能，重庆隆鑫和四川全兴的三场比赛中国安再度遭遇连败。虽然在收尾阶段国安客场战胜了状态急剧下滑的大连万达实德队，最终的排名也仅仅定格在第六位。
由于几年来的人才流失，99年国安的阵容当中，年轻球员占据了绝大多数主力位置。这种情况一方面为徐云龙、邵佳一等新生力量的成长提供了便利，加速了他们的成熟，另一方面也让国安俱乐部为球队的不成熟付出了代价。第六名的排名是除甲A元年之外，国安队的最差战绩。
当然在整个99赛季，国安也并非全然没有亮点。12月5日，联赛的最后一轮，国安主场迎战当时排名积分榜首的升班马辽宁队。在辽宁队取胜就可以稳获冠军的情况下，国安队通过高雷雷的进球逼平了对手，最终使对手与冠军失之交臂，成全了山东鲁能队。这在当年假球与默契球横行的时代显得弥足珍贵，时至今日这场比赛仍然被不时提起。

## 2000年
2000赛季，北京国安足球俱乐部终于有所动作，从大连万达队引进了高中锋小王涛，同时还聘请了南斯拉夫U-21国家队主教练米洛文·乔利奇，他也是国安队历史上第一位外籍主教练。然而国安与乔利奇的合作却很不成功，由于他脾气火爆，并且有人认为其不尊重队员，导致国安队队员对其产生不满。将帅失和为国安带来了历史上的最差开局，在当年甲A联赛进行的前三轮比赛中国安队三战尽殁。这样的成绩无法令俱乐部满意，于是乔利奇被解职，他成为了到目前为止在国安队任职最短的主教练。此后已是球队副领队的魏克兴成为执行教练，带领球队征战剩余的比赛。
由于开局不利，加上年轻球员并未完全成熟，国安队成绩起伏不定。上半年经历了6场不胜的尴尬，并且在主场输掉了3场比赛，这直接影响了俱乐部的积分和排名。在甲A第14轮主场1：2败给大连实德队后，球队陷入职业联赛以来的最低谷，14战仅积13分，位列积分榜倒数第三位，面临降级的威胁。不过在全队的努力下，球队迅速找回了状态，在随后的四场比赛中2胜2平保持不败，在第十八轮过后位居积分榜第七位，基本脱离了降级区。在后面的比赛中，球队发挥的中规中矩，最后获得了2000年甲A联赛的第六名。
在足协杯的赛场上国安队闯进决赛，对手是李章洙带领的重庆隆鑫队。当年的足协杯决赛采用主客场制，国安队先主后客，结果在主场凭借小王涛的进球以1：0获胜，但是却在客场1：4败给了对手，获得了亚军。

## 2001年
2001年北京国安没有对阵容作大的调整，主教练魏克兴也继续留任。在外援方面，球队引进了南斯拉夫后卫切尔梅利，重庆隆鑫的英格兰球员米伦以及瑞典中场劳德伦德，不过三人对球队的贡献十分有限，尤其是切尔梅利领衔的后卫线，在全年的联赛中一共造成了33粒失球，这一数字为国安队联赛失球之最；而劳德伦德和米伦也没有出色的发挥，加之上半赛季对阵天津泰达，陕西国力，深圳平安等球队的比赛中运气不佳，全年国安队只有30粒进球，平了俱乐部历史上进球第二少的纪录。锋线和卫线的平庸表现造成了国安队最终联赛净胜球为负，这在俱乐部历史上还是第一次。
在赛季第一场比赛主场1：0战胜青岛海牛队后，国安队的状态就起伏不定。主场比赛胜多负少，但是一到客场就鲜有胜绩，全年客场1胜4平8负只得7分，严重影响了球队的排名。
在足协杯赛事中，国安队继续了上一个赛季的势头，再次进入决赛，但是在与大连实德的比赛中先是主场0：1告负，继而客场1：2再负，以1：3的总成绩位列亚军。
不过值得一提的是，在首获世界杯参赛权的中国国家队中，杨璞、邵佳一和徐云龙（因病缺席十强赛）悉数入选，这也标志着国安队中“威克瑞”一代球员的成熟。

## 2002年
2002年辽宁波导战斗队将主场从沈阳迁到了北京，落户亚运村奥体中心，面对同城对手带来的竞争压力，北京国安终于在球队建设方面开始有所动作。由于上两个赛季成绩平平，主教练魏克兴离职，俱乐部聘请了南斯拉夫著名教练柳普科·彼德洛维奇并且按照其意愿引进了巴辛、兰科维奇和曾经入选过南斯拉夫U21国家队的塔米奇，同时从山东鲁能买入李明，进一步充实后卫线。赛季中期兰科维奇和塔米奇离队，球队又补充了伊里奇、普雷迪奇，重新召回了卡西亚诺，高水准的外援和日趋成熟的年轻球员为球队注入了新的活力。
联赛的开局阶段国安队表现出色，在首轮以1：0赢得了与辽宁队的“德比战”后，接连在主场取胜，同时在客场与对手战平，联赛第一阶段于第六轮结束，北京国安队以3胜3平积15分的成绩位列榜首。由于国家队开始备战世界杯，联赛中止三个月，这延缓了国安队前进的势头。在第二阶段开始后，国安队接连三场比赛没有胜绩，甚至在第九轮主场以0：1输给了沈阳金德，连续三轮不胜，第一阶段打下的基础荡然无存。好在此时俱乐部召回了巴拉圭前锋卡西亚诺，此举给球队带来了转机，国安创造了三连胜，稳住了第一集团的位置。然而在8月4日第十四轮的比赛中，国安队在主场以1：2败给了大连实德队，帮助后者重夺积分榜首；而后一轮远赴客场挑战深圳平安，结果球队状态全无，再次以1：3输掉了比赛，在目睹深圳队夺取半程冠军的同时，完全失去了争冠的主动权。
随后国安队战绩趋于平稳，由于对手实力不强，所以比赛进行的波澜不惊，只有在第十八轮客场挑战四川大河的比赛颇为引人注目，是役球队在1：3落后的情况下，于伤停补时的三分钟内连入两球，顽强扳平了比分。之后国安队打出了一个高潮，从第二十二轮客场挑战八一队开始到第二十五轮主场迎战天津泰达队为止，国安队取得了四连胜，创造了俱乐部历史上的最好成绩，同时也超过了大连实德，上升到积分榜第二名。但是第二十六轮国安做客济南，面对山东鲁能队没有能够保持自己的良好势头，以1：2输掉了关键的比赛，使得大连实德完成了反超。联赛的第二十九轮（倒数第二轮），国安队客场挑战大连实德，在只有获胜才能保住夺冠希望的情况下国安队以1：2再次落败，提前一轮失去了争冠资格。
联赛的最后一轮，国安队回到主场迎战深圳平安队，凭借邵佳一和徐云龙的进球以2：0击败对手，在总积分榜上与对手积分相同，胜负关系处于优势（拥有一个客场进球）。但是中国足协却要求亚军要靠抽签决定。结果在12月3日举行的扑克牌抽签仪式中，代表国安队抽签的领队魏克兴抽到了梅花J，而已是深圳队助理教练的谢峰则抽到了黑桃Q，最终国安队获得了当年甲A联赛的季军。
从全年来看，在彼德洛维奇接手国安队后，引进了高质量的内外援，球队的水平有了显著的提升，客场作战能力有了明显的改善，与此同时杨璞、邵佳一和打满了中国队全部三场小组赛的徐云龙在经历了世界杯的洗礼后变得更加成熟，至此国安队人员结构和年龄结构合理，俱乐部青黄不接的状况得到了缓解，球队建设基本完成。

## 2003年
2003年，北京现代汽车有限公司耗资1.5亿元人民币获得了国安足球队三年的冠名权，北京国安队正式更名为北京国安足球俱乐部北京现代汽车队（为了保持前后一致，本条目将选择“北京国安”或“国安”作为俱乐部以及球队的唯一称谓，不因冠名权发生变化而改变，下同），这是中国职业足坛上第二次出现“现代汽车队”，甲A联赛之初延边队曾经使用过这个名字。但是球队的更名却带来了误解，事实上中信国安总公司仍然是俱乐部的出资机构，俱乐部内部的组织结构没有因为这次冠名而发生任何变化，所以国安仍然是目前唯一一家从没易帜而且一直位居顶级联赛的中国足球俱乐部。
尽管得到了高额的投入，但是国安俱乐部的建设却仍是停滞不前。俱乐部没有与彼得洛维奇续约，同时也放弃了已经证明了自己实力的巴辛，而另一名主力中卫李明（小）也以转会的方式离开了球队，另外邵佳一通过租借去了德甲俱乐部慕尼黑1860。尽管俱乐部坚持聘请外籍教练的原则，但是却没有找到更加适合国安风格的主帅，最终在联赛开始前略显草率的与巴西教练卡洛斯签约，而在外援的选择上全面接受了卡洛斯的推荐，与三名巴西外援签订了工作合同。
国安队的第一场比赛依旧是面对辽宁队，球队以2：0取得了胜利，但是这之后北京国安队的成绩却一路下滑，在联赛第一阶段结束时仅仅一胜两平三负积五分，排名倒数第三。主教练卡洛斯以及他所信赖的三名外援受到了俱乐部和舆论的广泛质疑。4月12日，面对巨大压力的国安俱乐部与卡洛斯解除了工作合同，4月16日，上赛季球队的主帅彼得洛维奇重返国安队，俱乐部要求其带领国安队进入前八名，同时争夺足协杯冠军。
在联赛进入间歇期时，全国范围内爆发了非典疫情，北京深受影响，中国足协为公众安全考虑全面中止了甲A联赛，将原本于5月7日开始的第七轮联赛推迟至7月2日进行，同时因为届时北京市尚不具备举行任何群众活动的条件，北京国安和八一队的比赛双方对调主场，这在职业联赛的历史上还是第一次。在非典期间，为了保障球队训练不受影响，俱乐部安排球队前往塞黑进行拉练，收到了一定的效果，但是由于无法忍受非典带来的压力以及没有比赛的寂寞，卡西亚诺主动申请与俱乐部解除了工作合同。
联赛重新开始后国安队的情况并未有所好转，全队状态持续低迷。联赛第二阶段于第十五轮结束，北京国安队只取得了一胜三平四负的成绩（第八轮轮空），进一步滑落至积分榜第十四名（倒数第二名），新赛季的中超资格岌岌可危。8月25日，在联赛的第二个间歇期中，国安俱乐部为了改善球队现状与匈牙利国脚科内塞签订了4个月的临时工作合同，科内塞的到来使了国安队锋线疲软的局面得到了一定的改观。联赛第三阶段的第一场比赛，国安队客场以0：1负于辽宁队，科内塞首发出场，尽管没有进球，却凭借自身的实力得到了媒体的认可。随后，俱乐部再度决定更换主教练，杨祖武取代了彼得洛维奇在队内的决定权。在足协杯的比赛上有出色的发挥后，彼得洛维奇正式辞职，国安俱乐部成立教练组，杨祖武任教练组组长。这之后国安队逐步找回了信心，前场以科内塞为核心的进攻体系基本形成。在联赛后期接连获得几场胜利后，球队最终名列积分榜第九名，提前三轮摆脱了降级的可能，虽然创造了俱乐部历史上最差的联赛成绩，但终究保住了新赛季参加中超联赛的资格。
在足协杯的赛场上，北京国安却表现出了截然不同的一面。球队一路顺利进军半决赛，在辽宁鞍山与沈阳金德进行的比赛中依靠杨昊的金球以3：2取胜。比赛中北京国安队认为裁判员判罚不公，在与裁判交涉的过程中与其发生身体接触，结果在赛后受到中国足协重罚，其中雷吉纳尔多被停赛10场，罚款人民币50000元，徐云龙和张帅被停赛5场，罚款20000元。这三名主力失去了足协杯决赛的参赛权。但是国安队上下却因此而激发出了顽强的斗志，在10月1日举行的足协杯决赛中，却兵少将的国安队凭借科内塞的梅开二度以及杨昊的锦上添花以3：0战胜了大连实德队，获得了冠军，同时也成为中国足球职业化以来第一支三度问鼎中国足协杯的球队。在颁奖仪式上，被处罚停赛的国安队队长徐云龙从中国足协专职副主席阎世铎手中接过了冠军奖杯。
2003赛季国安队阵容不稳定，成绩不理想，俱乐部在经营和管理上也出现了一定的问题，但是一些年轻球员开始涌现，球队也在联赛中后期逐步发挥出应有水平，最终获得了足协杯冠军，一年的努力终于有所回报。

## 2004年
2004年，中国足球超级联赛正式启动，北京国安也有所动作，加大了投入，试图改变上赛季糟糕的表现。俱乐部首先肯定了科内塞的贡献，并且花费250万欧元将其买入，签下了三年的工作合同，除此以外还引进了罗马尼亚的年轻后腰阿莱克斯以及塞尔维亚和黑山的前锋耶利奇。另外，由于八一队由于体制原因宣告解散，因此国安队也将该队的隋东亮和徐宁购入以充实自身实力。
北京国安队在中超的第一场比赛是主场迎战四川冠城队，结果球队仅凭借对手的一个乌龙球得到了一场平局，随后第二轮客场再次与上海国际战成平局。第三轮国安终于迎来了自己在中超的首场胜利，球队回到主场以4：1战胜了沈阳金德队，两名年轻小将闫相闯和黄博文各入一球，其中1987年7月31日出生、年仅十六岁黄博文成为了在中国顶级职业联赛中进球的最年轻的球员。但是随后国安队的状态起伏不定，包括第五轮主场1：4输给深圳健力宝，创造了职业联赛中主场失球纪录；此外，在随后的几场比赛中，国安队多次在比赛的伤停补时阶段丢球，暴露出队员心态不成熟的弱点。上半年联赛结束时，国安队仅以2胜7平2负的成绩位列积分榜第八位。
联赛中期，科内塞以疗伤为由离开了国安，耶利奇开始在前锋线上出任主力。除此以外国安队并没有什么变化，上半赛季的问题依然存在。联赛第十二轮，国安队客场挑战四川冠城，结果因为主裁判和助理裁判的配合失误使高雷雷的进球被判无效，国安队也因此输掉了比赛。这场比赛造成了俱乐部上下对中国足协以及裁判员的普遍不满。2004年10月2日，中超联赛第十四轮，北京国安做客沈阳五里河体育场对阵沈阳金德队。当比赛进行到79分钟时，沈阳队队员从右路突破，国安队张帅上前封抢，沈阳队队员摔倒在禁区内。当值主裁判周伟新错误的判罚了点球，这个误判引起了国安队的强烈不满，国安俱乐部总经理兼领队杨祖武示意队员暂停比赛，并用手机与中国足协联赛部主任郎效农进行了较长时间的电话交流。在交涉未果的情况下，杨祖武带领全队离开了比赛场地，主裁判周伟新在等待了五分钟后宣布全场比赛结束，这场比赛也成为中国足球顶级联赛中第一场没有完成的比赛。事后，国安俱乐部与大连实德、辽宁中誉等七家中超俱乐部一起就规范中超市场运作、净化中超比赛环境等问题与中国足协进行了斗争，但是双方最终没有形成决议，也并没有从根本上改变中超联赛的经营模式。10月14日，中国足协在肯定了国安俱乐部对中国足球所作出巨大贡献的同时宣布了处罚决定，足协认定国安俱乐部在联赛第十四轮比赛中提前退场的行为属于“罢赛”，并罚款人民币30万元，判罚该场比赛国安队0：3失利，同时扣除球队联赛积分3分，杨祖武禁止随队进入比赛场地半年。
尽管在等待足协宣布处理结果的过程中俱乐部一度声明要退出中超联赛，但是最终国安俱乐部没有选择对抗到底，球队按照联赛的既定赛程于10月16日参加了主场同青岛贝莱特的比赛并成功取得3分。之后国安队没有再掀波澜，中规中矩的完成了剩余的联赛。全赛季球队主场拿下26分，位居中超之首，但客场成绩却只有5分，且一场未胜，是中超倒数第一，再者又被扣除了3分，所以国安最终只获得了联赛第七名。
由于联赛牵扯了太多的精力，在足协杯和新杯赛“中超杯”的比赛中，国安队的发挥也难以令人满意，在中超杯首轮即以2：6的总比分被山东鲁能淘汰，而尽管是卫冕冠军，球队还是在足协杯淘汰赛第一轮就败给了当时还身处中甲的武汉黄鹤楼，宣告出局。
2004年北京国安的竞技状态仍然处在低谷，核心球员的心态还有待调整，年轻球员的成长还需要时间。在优秀外援科内塞离队之后，耶利奇同徐云龙一起组成了国安新的前锋线，这一锋线组合同由陶伟领衔的中场配合逐渐默契。但是在经历了罢赛的风波之后，联赛中后期国安队一直被大量的新闻报道所包围，这对球队的团结和俱乐部的建设造成了一定的负面影响。另外国安队全年客场无一胜绩，客场比赛能力急需改善。

## 2005年
2005年，北京国安队没有大幅调整现有的人员配置，只是请回了刚刚带领国奥队在雅典奥运会预选赛上失利的沈祥福重新担任主教练，同时引进了低级别球队深圳科健的主力门将杨智，而两名外援阿莱克斯和耶利奇则继续为球队效力。
国安队新赛季开局并不顺利，第一轮客场挑战沈阳金德，结果在比赛刚刚开始45秒的时候阿莱克斯便送给对方一个乌龙球，这个进球创造了中超最快进球纪录。这场比赛由于上一赛季国安的罢赛而备受关注，国安最终凭借耶利奇的一个进球扳成了平局，拿到了1分。第二轮回到主场，国安队以4：0的比分战胜了上海申花队，耶利奇和徐云龙的锋线组合贡献了三个进球，耶利奇巩固了自己在国安队内核心射手的地位。战胜申花为国安队树立了信心，球队在接下来的几场比赛中发挥出色。联赛第五轮，国安队客场以1：0战胜了卫冕冠军深圳健力宝，时隔一年多再次于客场全取3分，这也是球队第一次在中超取得客场胜利，接着在联赛第十一轮，国安队主场以4：0的大比分战胜了山东鲁能。十一场比赛过后国安队凭借着犀利的进攻与顽强的防守位居积分榜第二，仅落后第一名3分，为自己创造了有利的形势。但是国安队后劲不足的缺点在此刻再度暴露。球队在第十二轮的客场比赛中以1：2负于天津康师傅，第十三轮回到主场又以3：4输给了最主要的竞争对手大连实德。两连败后球队名次跌倒第五，争冠形势变得不容乐观。尽管如此，国安队并没有及时的调整好自己的状态，直到第十六轮才再次赢得比赛的胜利，可此时球队与榜首的距离已经拉大到14分。由于夺冠已经基本无望，国安队在后面的比赛中表现平平，唯一的亮点来自耶利奇，这名塞黑前锋凭借出色的发挥获得了中国足球先生的称号，同时又以21粒进球成为了2005赛季中超的最佳射手，他也成为第一位包揽这两个奖项的外籍球员。最终，这个赛季国安队高开低走，只获得了第六名。
在足协杯和中超杯的比赛中，国安队均被山东鲁能所淘汰，没有取得更好的成绩。
另外值得一提的是，10月30日中超第二十五轮，国安队主场迎战天津康师傅，结果以0：1不敌对手，当时没有人意识到这场比赛将成为球队更换主场前在工体的最后一战。国安俱乐部以工体为主场参加了十个赛季的中国顶级足球联赛，没有能够用胜利结束这段历史，确实略有遗憾。
2005赛季国安队整体表现一般，球队前半赛季发挥出色，但是从连续败给天津和大连开始便持续状态低迷，最终只是凭借上半赛季打下的积分基础以及耶利奇的个人发挥勉强挤进了前六名。当然与前两个赛季对比，球队有了明显的进步，进攻体系进一步完善，防守阵型也趋于成熟，在经历了连续两年的低迷状态后，北京国安开始显露出复苏的迹象。同年11月9日，北京国安在西班牙马德里与西甲俱乐部皇家马德里签署了全面的合作协议，双方都表示要在多个领域加强沟通与合作，国安俱乐部在如何与国际著名俱乐部进行交流的课题上进行了积极的尝试。

## 2006年
2006年，沈祥福继续执掌北京国安队。原主场工人体育场由于将为北京奥运会而进行改扩建，球队被迫更换主场。俱乐部和球迷都希望先农坛体育场重新成为国安队的主场，但由于其设施年久老化，已经不能达到举行中超联赛的标准，因此俱乐部不得已选择了位于京郊丰台区的丰台体育中心。
由于国安俱乐部同皇家马德里刚刚达成了合作协议，所以俱乐部赛季前的准备工作几乎都和皇马相关，其中包括全队前往西班牙进行拉练，与皇马协商进行人员交流等等，甚至在球衣颜色的选择上也放弃了传统的绿色而变成了皇马的白色。但事实上国安与皇马的合作却并不到位，尽管在西班牙为期10天的拉练取得了一定的效果，可距离球迷和媒体的预期却有较大差距，皇马教练组为国安提供了一份详细的技术报告，报告的内容却缺乏新意。另外在更为重要的人员引进方面，国安俱乐部坚信皇马会为球队提供优秀的球员，所以没有积极的同耶利奇续约，而队中另外一名球员阿莱克斯也离队而去。直到赛季开始前，国安俱乐部也没有从皇马俱乐部得到球员方面的支持。在这种情况下，国安队开始自己着手寻找外援，召回了科内塞，又相继签下了来自阿根廷的中后卫穆萨与玻利维亚的前锋米尔顿，但是后二者中只有穆萨对提升国安队的实力起到了一定作用。
更换了新主场和新队服的国安队在赛季初并不顺利，球队一直无法在丰体找到胜利的感觉，同时新款主场球衣的颜色（白色）也缺乏球迷的有力支持。联赛第四轮，国安队主场迎战武汉光谷，俱乐部终于决定将球衣的颜色恢复成原有的绿色，而直到联赛第十一轮，球队才在主场以1：0战胜了当时的联赛倒数第一名重庆力帆队。在战胜重庆之后，国安又先后在主场以同样的比分取得了三场胜利。同时主教练沈祥福为国安制定的战术逐渐趋于保守，比赛中长距离传球居多，而且往往场面沉闷，所以尽管联赛成绩差强人意，但这种技术风格的转变却没有得到北京球迷的广泛认同。
而另一方面，由于球队强调了防守，所以全队的防守意识加强，防守的水平得到了提高，这改变了国安以往“客场虫”的形象，在全年的十四场客场比赛中，国安以4胜7平3负列客场积分榜第三位。同时，由穆萨、徐云龙、张帅、杨璞领衔的后防线在全年的28场比赛中仅失16球，使国安队成为全年比赛中失球最少的球队。防守的有力改善成为国安最终获得该赛季联赛季军的重要原因。
2006赛季北京国安队在联赛的备战过程中过分的依赖了同皇马的合作关系，导致在联赛开始时球队的一系列重要工作都没有彻底完成，这造成了联赛开始后国安队一度陷于被动。另外主教练沈祥福的保守战术也是导致国安队锋线水平下降的关键因素。不过球队的客场成绩有所回升，这为国安重新树立强队形象打下了基础。

## 2007年
2007年国安队更换了主教练，沈祥福离职，俱乐部与韩国籍教练李章洙签订了两年的工作合同，他将带领国安队参加07、08两个赛季的中超联赛。李章洙上任之后，对国安队的人员进行了大幅的调整，沈祥福所依赖的高大卫、崔巍、杜文辉等国内球员淡出了主力阵容，同时分别花费人民币约350万、210万从辽宁队引进了张永海和郭辉，又同以80万左右的价格购买了大连实德的年轻门将程月磊和效力于深圳上清饮的薛申，其中薛申成为了离开国安后以球员身份回归的第一人；在外援的选择上，2006赛季的球员全部被弃用，李章洙挑选了曾经效力于上海联城队的巴西前锋提亚戈和后卫阿德拉尔多，但是前者由于受困于左腿严重的伤势而不得不离队，不得已国安俱乐部在联赛开始前一天签下了巴西球员阿尔松和被上海申花队放弃的洪都拉斯球员（小）马丁内斯。
赛季之初，上海申花和上海联城两家俱乐部合并，导致中超联赛参赛球队的数量变成了奇数（15支），也意味着每轮都有一支球队轮空。为了尽可能的减少这个特殊情况对联赛赛程所带来的负面影响，中国足协没有对原有赛程做出重大调整，而北京国安则受到了较大的冲击，除了山东鲁能队外，他们每一轮的对手都将在与自己比赛之前轮空。国安俱乐部理解并接受了足协的安排，中国足协则在下发的赛程调整通知中特意“对北京国安足球俱乐部给予的支持表示感谢。”
3月3日，中超联赛第一轮，北京国安客场挑战上海申花，结果以2：0的比分战胜了对手，这是职业联赛创办以来国安队第一次在上海申花的主场取得胜利。但是国安在随后的三场比赛中连续取得了平局，尽管球队在比赛中占据了场上优势，也创造出了得分的机会，但是总共只攻入一球，前锋乏力的状况开始有所暴露。联赛第五轮，国安队客场2：1战胜了厦门蓝狮，接着连续在主场战胜了大连实德和辽宁西洋，锋线问题一度得以缓解。然而在从联赛第九轮开始国安队3平2负无一胜绩，在第一阶段结束时在积分榜上仅名列第九，争冠前景难言乐观。
俱乐部为了改变球队得分能力不强的问题，在联赛间歇期前后做了较大的努力，先是引进了曾效力于大连实德队的潘塔，而后放弃了巴西前锋阿尔松，在确定提亚戈的左腿伤势基本痊愈之后，国安俱乐部用剩余的一个外援名额将其重新引进。
8月8日，中超联赛第十五轮，北京国安客场挑战山东鲁能，以6：1的大比分战胜了对手，重新归队的提亚戈独中两元，并且凭借积极的跑位与策应，进一步提升了国安队的进攻水准。
在随后的联赛中，国安队的进攻能力得到了充分的展现，除了在主场以2：3不敌上海申花外，球队在其余9场比赛中取得了8胜1平，进21球失7球的成绩，其中两次追平了球队历史上的连胜纪录，在联赛第二十五轮结束时，重新回到了积分榜首。
10月4日，联赛第二十六轮，北京国安队主场迎战当时排名第二的长春亚泰队。结果在整场比赛占据绝对优势且只要不输球即可彻底掌握夺冠主动（另一争冠对手山东当轮败走泰达足球场）的情况下由于杨璞的失误以0：1告负，在多打一轮的情况下被亚泰1分反超，交出了争冠的主动权。球迷因此将本场输球称为“丰体雨夜”。联赛第二十七轮，北京国安客场挑战陕西宝荣，球队0：0与对手战平，所幸长春接下来两轮联赛亦只带回1分。最后两轮联赛，核心队员陶伟缺阵，但是球队的夺冠压力有所减轻，结果国安队两战两胜，但与此同时长春同样两战全胜，最终国安以1分劣势获得了2007赛季中超联赛的亚军，同时也第一次获得了参加亚洲冠军联赛的资格。
回顾整个赛季，北京国安俱乐部加大了投入的力度，在球员引进上花费了巨资，同时主教练李章洙对球队的改造也非常成功，他所强调的攻势足球符合北京足球“小、快、灵”的传统特点；除此以外球队的体能状况有了很大的改善，在赛程安排不利的情况下整个赛季无一人在比赛中抽筋，李章洙严格的体能训练保证了国安队在全年比赛中的体能优势；最重要的一点是他锻造了北京国安队的意志品质，球队多次在最后时刻将比分反超，“哨声没响就全力取胜”，这是“永远争第一”的充分体现。这些改变帮助球队取得了成功，多项记录被追平或打破，其中包括以7胜5平2负成为中超客场积分榜冠军。尽管主教练李章洙在对年轻队员的使用上有所顾忌，而且其在某些关键场次比赛中的用人受到了质疑，但是他为北京国安队取得联赛亚军发挥了重要的作用，2007年国安队的表现也获得了球迷和媒体较为一致的肯定。

## 2008年
2007赛季结束后，国安俱乐部内部对2008赛季的人员调整基本达成了一致，即保留现有框架并且适当增补。在外援方面国安队放弃了潘塔和阿得纳尔多，并及时与小马丁内斯达成续约意向，最终于1月12日签约，可是对上赛季队中的主力外援提亚哥的续约工作却进展缓慢，直到1月18日双方才通过传真的方式签署工作合同，1月19日提亚哥本人才抵达北京，而此时国安队在昆明海埂的春训已经开始了两周。另外，国安俱乐部又召入了马其顿国脚，中场球员斯托扬，外援的准备基本结束。国内球员转会方面，国安俱乐部迟迟未有动作，在争取青岛中能队年轻球员刘健未果的情况下，国安队又接连错过了阎嵩和季铭义，最终只在转会市场上以130万元收购了上海申花的中场王珂，不过有消息称申花俱乐部在转会条款中规定本赛季王珂不能代表国安队参加同申花队的比赛，而这也是北京国安和上海申花十五年中第一次针对主力球员进行的人员交流。
08赛季的亚洲冠军联赛先于中超开始，国安队在3月12日客场出战越南南定。球队在先失一球的情况下连追三球，获得了俱乐部在亚冠联赛中的首场胜利，其中闫相闯在56分钟的进球成为俱乐部在亚冠赛场上的首粒进球。一周后球队回到主场迎战亚冠联赛中的第二个对手泰京银行，国安队表现一般，和对手互有攻守，最终以4：2取胜。两轮过后，国安队两战全胜，净胜球为4个，而同组的主要竞争对手日本鹿岛鹿角则取得了6分和14个净胜球。4月9日，北京国安做客日本鹿岛，对阵J联赛冠军鹿岛鹿角，开场后国安队占据了一定的优势，但是左后卫周挺在27分钟和32分钟连续收到两张黄牌被罚出场，使场上形势向不利于国安的方向发展。在鹿角队下半场破门得分后，北京国安曾经获得一粒点球，但是队内的主力外援提亚哥却将球罚失，最终国安客场0：1失利。输掉这场比赛使得国安主场同鹿岛鹿角的比赛变得十分重要，国安队只有在主场取胜并净胜对手两球，才能在出线的争夺中占据主动。4月23日国安主场迎战鹿岛鹿角，北京球迷和媒体给予了这场比赛极大的关注，比赛球票于赛前两天售罄，而尽管多名球员有不同程度的伤病，北京国安队还是对比赛进行了充分的准备。比赛开始后，国安队占据了场上的优势，并且由提亚哥在半场结束前打破僵局，这也是提亚哥本人新赛季的第一粒进球。尽管在上半场取得了领先，但是国安队并没有在下半场取得进球，在错过了几个进球机会后，球队只能以1：0的比分结束比赛，出线前景不容乐观。5月12日，国安在主场迎来了越南南定，在净胜球大幅落后鹿岛鹿角的情况下，为了争取出线权，球队必须大比分战胜对手。但是国安的发挥却并不理想，最终只以3：0取得了胜利，比赛中国安队失误频频，以至于到场观战的部分北京球迷用嘘声表达了不满。本场比赛过后，尽管北京国安积分上还和鹿岛鹿角相同，但是净胜球少于对手14个，基本上丧失了出现的机会。尽管如此，球队对5月21日客场与泰京银行的比赛仍然十分重视，李章洙甚至将已赴国家队报到的四名国脚全部召回。比赛于汶川大地震全国哀悼日的第三天举行，国安队整体表现低迷，尽管提亚哥上演帽子戏法，北京国安还是在客场以3：5输掉了比赛，赛后俱乐部副董事长罗宁也对球队的表现提出了批评，但他同时又指出本场比赛不应该在“全国哀悼日”举行，而在这样的情绪下参赛也使得国安队球员的状态受到了负面影响。全部比赛结束后，北京国安最终排名小组第二，无缘淘汰赛。
在亚冠出局以后，国安俱乐部将精力全部投入中超赛场。2008年中超第一阶段于5月17日结束，共进行了八轮比赛，国安队在双线作战的情况下取得了3胜3平1负的成绩，在积分榜上少赛一场，落后榜首球队6分，排在第六位。尽管成绩尚可，但是由于主力外援提亚哥在中超赛场状态低迷，球队的进攻受到了很大的影响，七场比赛过后只打入8粒进球，再次暴露了进攻不力的问题。
由于受到汶川大地震以及国奥奥运会备战的影响，中超联赛提前进入间歇期。俱乐部在这一时期一方面扩充自己的实力，解决前一阶段暴露出来的问题，另一方面也在积极的为地震灾区贡献自己的力量，其中国安队外援小马丁内斯为灾区捐款3000美元，成为中超赛场上捐款最多的球员。为了加强前场实力，球队在休整期间尝试引进更加有能力的外援，队中有多名球员试训，当中就包括了长春亚泰的球员埃尔维斯。联赛于6月25日日重新开始，国安先是客场与浙江绿城战平，接着主场0：2输给了上海申花。这场失利促使国安加快了引援速度，7月2日，国安完成了与埃尔维斯的签约。在埃尔维斯签约后的第二天，他就出现在了国安客场与天津的比赛现场，并且以一个进球帮助国安五年中第一次在和天津队的客场比赛中取得三分。埃尔维斯的加盟带动了提亚哥，国安队在第二阶段最后两场比赛以及一场补赛中取得了2胜1平的成绩，成绩上升到积分榜第四位。中超第三阶段于奥运会后开始，由于当时残奥会还在进行中，所以国安的赛程进行了调整，球队面临连续四个客场比赛的挑战。国安队在这四场比赛中仅取得了1胜1平2负的成绩，排名滑落至第五位，同时与榜首的差距扩大到11分。
9月28日，国安队终于回到主场迎战排在积分榜末尾的武汉光谷。比赛进行到92分钟时，武汉队李玮锋“故意踩踏”国安队员路姜，随后路姜把李玮锋推倒在地，裁判继而对路姜出示了红牌。赛后国安俱乐部认为此判罚有失公允，决议上诉。有消息称国安将会考虑要退出联赛，但俱乐部表态此次事件中从没有发表过类似说法。9月30日，中国足协决定处罚李玮锋和路姜两名球员，各自停赛8场，这引起武汉俱乐部的强烈不满。由于俱乐部刚刚以300万人民币的价格引进了李玮锋，俱乐部认为中国足协此举是有意为难此前积分垫底的武汉队。俱乐部高层和李玮锋一起赴北京希望申诉，希望足协减轻或者取消处罚。10月1日晚间，中国足协通知武汉队处罚不变，而得到消息后武汉俱乐部旋即决定退出，当天即召开了新闻发布会对外正式予以宣布。尽管部分媒体认为国安俱乐部应为武汉退出承担责任，俱乐部董事长罗宁却表示不能理解，但他同时也对武汉的壮举表示“钦佩”。
在此之后，国安队的比赛继续顺利进行，球队在两连平后迎来了反弹的机会。国安队从10月12日第二十一轮开始到11月2日第二十五轮为止，获得了五连胜，尽管在这些比赛中球队场面上并不占有多少优势，而且其中有四场是主场比赛，但是五连胜仍旧创造了俱乐部历史上的连胜纪录。接着国安队客场挑战上海申花，最终以1：1与对手战平，使上海申花失去了夺冠的主动权，也使得山东鲁能巩固了自己在积分榜上的领先的地位。这是国安历史上第二次扮演“阻击手”的角色，而两次的受益者均是山东鲁能。尽管事后山东鲁能管理层对国安俱乐部的“正气”表示赞赏，但是俱乐部还是表示全力出战申花只是为了确保自己的亚冠资格。北京国安在随后的比赛中表现得中规中矩，球队在全赛季最后4场比赛中取得了3胜1平的成绩，最终取得了本赛季的季军，同时也成功晋级下赛季的亚洲冠军联赛。
回顾整个赛季，北京国安队的表现并不稳定，上半赛季成绩并不理想，一个重要原因是亚冠联赛牵扯了大部分精力；同2007赛季一样，国安队在下半程突然发力，获得了34个联赛积分，在下半程积分榜上名列榜首，而球队对两线作战的难度估计不足，直接影响了最终的联赛成绩。另外国安俱乐部在一年当中风波不断，一方面卷入武汉退赛事件，另一方面又宣布将国脚张帅开除出队，这些场外因素对国安队竞技水平的发挥也造成了一定的负面影响。不过北京国安队在全年的联赛中也创造了一些新纪录，包括俱乐部连胜场次记录（现为5场）、单赛季不败纪录（现为13场）以及单赛季联赛积分（现为58分）都被改写。此外，在主力队员伤病不断的情况下，一些年轻选手开始表现出一定水平，杨昊、王珂、杜文辉包括路姜等球员都有出色的发挥，而黄博文更是获得了中超联赛的年度最佳新人奖。年轻队员的成长也为主教练的战术得以顺利实施提供了保障。而尽管没有拿到冠军，主教练李章洙的表现仍然被球迷和媒体认可，在联赛最后两轮的主场比赛中，大量的北京球迷在体育场内外用标语和口号等方式表达了他们对李章洙的支持，并一致希望他能留任，这种情况在国安俱乐部的历史上还并不多见。可以说李章洙的执教风格和他为国安带来的改变已经被大多数北京球迷所接纳，而李章洙的留任对俱乐部的稳定和发展也有着重要的作用和意义。

## 2009年
2008年12月27日，北京国安正式和李章洙续约一年，保持了教练组的稳定，同时俱乐部也明确地提出了目标“全力拿下2009赛季中超冠军”。2009年1月5日，北京国安足球俱乐部宣布将在新赛季更换主场，球队以及俱乐部的办公机构将从丰台体育中心回迁至工人体育场，这是离开工体三年后俱乐部首次表态要重回工体，媒体和球迷也希望国安能续写“工体不败”的辉煌。
新年伊始，中信国安集团在公司内的年度总结大会上向北京国安足球俱乐部颁发了两个奖项--“从未获得联赛冠军奖”和“永踢真球奖”。中信国安集团用这个让人有些匪夷所思的举动督促国安俱乐部在新赛季追求冠军。而北京市体育局也率全国之先向国安注资2000万元人民币，帮助球队进行梯队建设和完善管理。为了能够在09赛季完成目标，俱乐部在转会市场很早就开始了行动。由于亚足联允许亚冠联赛各参赛球队在比赛中除了三名外援外，还可以上场一名在亚足联会员国注册的外籍球员球员，北京国安很早就确定了新赛季的第一名外援人选。在李章洙和国安续约的同一天，俱乐部签下了原效力于辽宁的澳大利亚球员瑞恩·格里菲斯。随后国安在外援转会市场上接连取得成果，2月4日和天津泰达的防守型中场达科·马季奇，2月7日签约瑞恩的哥哥，澳大利亚前锋乔尔·格里菲斯，2月11日签约喀麦隆中后卫穆迪博·威廉·保羅，最后在3月15日和上赛季中超联赛最佳球员埃米尔·马丁内斯签约，完成了外援的引进工作。
在国内球员引进市场上，国安俱乐部主要关注北京籍球员，在这一策略的影响下，万厚良等北京球员都曾与国安俱乐部联系，但是最终却无一加盟。球队最终只引进了两名球员，曾效力于武汉光谷的张辛昕和深圳上清饮的张磊。
由于俱乐部在赛季初即提出了夺冠的目标，同时又在转会市场上收获颇丰，北京球迷对国安队也给予了较高的关注。在俱乐部赛季套票发售前夜，有球迷连夜排队等候，而发售日当天则有万余名球迷购票，队伍长达一公里。2009年3月10日，北京国安在主场迎战亚冠联赛小组赛的首个对手，澳大利亚纽卡斯尔喷气机队，这是国安队时隔1227天后重回工体进行比赛。国安队凭借瑞恩·格里菲斯和杜文辉的进球以2：0击败了对手，取得了赛季开门红，而格里菲斯的入球是国安重回工体的首例入球。这场比赛的上座率颇高，一共有三万一千名球迷入场观看比赛，这也成为国安09赛季火爆球市的一个良好开端。
在中超联赛开始前，国安队一共进行了两场亚冠小组赛，球队一胜一平保持不败，尤其客场在和日本名古屋京八的比赛中还占据了优势，这使得舆论对国安俱乐部的期望普遍提升。此时中超联赛开赛，国安队不得不进入两线作战的状态。国安队的良好势头也因此而受到了影响，球队先后在主客场以0：1的相同比分负于此前亚冠积分垫底的蔚山现代，使得计划中亚冠小组出现的目标变得困难重重。在这种局面下，国安俱乐部进行了战略调整，尽管仍然有出线的可能，却决定放弃亚冠，全力关注国内联赛。5月2日，国安客场挑战纽卡斯尔喷气机，主力阵容中有七名队员留守北京，而以年轻球员为主的国安队在比赛中一度领先，却在最后三分钟连丢两球被对手逆转，彻底失去了小组出线权。国安俱乐部在还有希望的情况下放弃了亚冠联赛，这种做法受到了某些媒体的质疑，但是却在客观上帮助球队摆脱了双线作战带来的困扰，同时锻炼了年轻球员，为联赛的征战提供了保障。
由于在亚冠联赛开赛之初的出色表现，加之联赛前四场的对手实力有限，北京国安队被球迷和媒体寄以厚望。但是比赛的进程却差强人意，国安队只取得了两胜两平，排名一度跌至第六。从联赛第五轮开始，北京国安要接连挑战山东鲁能、上海申花等争冠的直接对手，前景不容乐观。4月17日，国安队在客场凭借乔尔·格里菲斯的进球艰难逼平了山东鲁能，但是乔尔却由于在比赛中肘击对方球员而被中国足协赛后处以停赛5场的处罚，另外主力后卫周挺也因为侮辱裁判员而被停赛6场，这一处罚对国安的影响可谓不小。随后国安客场挑战陕西队，结果以0：1失利，也终结了自己18场联赛不败的记录。接着球队回到主场战平了上海申花，3轮联赛只拿到两分，排名跌至第八，同时亚冠联赛由于两负蔚山现代也已经基本出局，此时俱乐部不得不面对来自球迷和媒体的质疑，而主教练李章洙也承受了巨大的压力。此时国安俱乐部做出了战略调整，将主要精力转移到了国内联赛中。这一决定几乎立刻收到了成效。5月10日联赛第八轮，球队远赴长春，挑战排名第一的长春亚泰。赛前几乎无人看好亚冠失意的北京国安，但是国安的表现却让人吃惊。杨昊和随东亮各入一球，瑞恩·格里菲斯和闫相闯梅开二度，国安队在客场以6：2的悬殊比分战胜了对手。这场胜利仅次于07赛季客场击败山东鲁能，是国安俱乐部历史上在客场取得的第二好成绩，同时也是长春亚泰在其主场的最大比分失利。
值得注意的是，客场战胜长春之前，07赛季曾任国安领队的洪元硕跟队一起来到了长春，并在赛前和过程中向领队魏克兴几次表达了自己的看法。5月12日，在国安队返回香河基地后，俱乐部正式宣布技术顾问洪元硕进入一队教练组，但是否认这与李章洙的帅位有关。不过无论如何，这场比赛的胜利为处在压力之下的国安俱乐部和主教练李章洙提供了喘息的机会。而随后的四轮联赛国安队连续在主场比赛，同时对手的实力并不十分突出，比赛难度不高，球队凭借稳定的发挥先后击败了深圳，青岛和天津，战平了河南建业，加上之前客场对长春的胜利，五场比赛四胜一平，重回积分榜首，在一定程度上缓解了之前表现欠佳所带来的压力。随后两轮国安队客场战平广州，主场取胜大连，继续领跑中超，大部分媒体和球迷也对国安队这一时期的表现赞赏有加，对国安完成夺冠的目标持乐观态度。第一循环最后一轮，国安队客场挑战杭州绿城，对手排名第十二，但是国安队在比赛中没有取得明显优势，反倒被对手两度攻门得手，以1：2输掉了比赛，不过由于排名第二的山东鲁能也客场输球，国安仍然获得了中超联赛的半程冠军。但是国安和其它中超历史上的半程冠军相比，场均积分分最低，只有1.8分，然而这个成绩却是国安俱乐部历史上半程成绩最好的一次。在中国足球顶级职业联赛的历史上，有三分之二的半程冠军最终成功问鼎，所以可以说在联赛过半后，国安俱乐部凭借自己的努力为年初定下的夺冠目标打下了一个坚实的基础。
时间进入8月，中超联赛重新开战，国安首场比赛客场挑战积分垫底的重庆队，结果球队在率先进球的情况下出人意料的以2：3失利，比赛后国安队主教练李章洙在新闻发布会上表示自己已经做好辞职的准备。随后时任俱乐部名誉董事长的罗宁对李章洙的这一言论婉转的表示了批评，而紧接着李章洙也承认自己表示辞职是一时冲动，并愿意道歉。虽然这一事件随着李章洙致歉而告一段落，但是俱乐部高层和主教练之间的相互猜疑却初现端倪。接下来国安回到主场，以3：0击败长沙金德，但这一胜利并没有使球队走上正轨。国安队随后在客场输给了江苏舜天，又在主场两球落后的情况下靠着格里菲斯兄弟的进球艰难逼平成都谢菲联，值得注意的是比赛中工人体育场首次响起了针对李章洙的“下课”声。在战平成都四天后，国安在主场迎来了最主要的竞争对手山东鲁能，结果球队又是在先失一球的情况下靠着周挺的点球艰难取得一分，此轮过后球队在积分榜上滑落至第三。国安随后主场战胜了陕西，客场逼平了上海申花，但是比赛场面并不精彩，李章洙的信任危机也没有解除。由于其他主要竞争对手也不在状态，国安勉强维持住了自己积分榜首的位置，这也让国安俱乐部高层在主教练去留问题上难以抉择，理由是“国安现在还是第一名，不可能换第一名的教练。”不过仅仅三天后情况就有了变化，9月15日，北京国安主场迎战长春亚泰，国安整场比赛处于劣势，并且以0：2完败对手，不但在联赛中主场不败的成绩作古，而且在积分榜上落后河南建业两分，还要面临接下来连续四场的客场比赛，夺冠前景变得十分暗淡。北京电视台的解说员宋健生在比赛结束的一刹那就表示，“国安夺冠已经很困难了”，而事后徐云龙和黄博文在回顾整个赛季时也认为，输给长春亚泰的比赛一度让球队失去了信心。当失望的情绪在球队、媒体和球迷中间弥漫时，国安俱乐部终于做出了让李章洙下课的决定。北京时间9月16日晚22时，罗宁代表俱乐部宣布，技术顾问洪元硕正式全权负责球队的训练和比赛，一线队的教练班子也进行了调整，领队魏克兴、助理教练李春满和教练赵旭东一同离职，吕军、李立新和陶伟充实进教练组。国安俱乐部高层在解释换帅原因时明确表示，就是为了提升球队的士气，否则就是不作为，但是在中国足球职业联赛的历史上还没有任何一支球队能够在中途换帅的情况下获得联赛冠军。
国安队在这样的气氛中开始了连续四个客场的赛程。国安队首先在客场迎战深圳，结果球队两度领先，两度被对手追平。第二场客场挑战青岛，洪元硕对球队的技战术进行了调整，将原来国安的攻势足球变成了防守反击，并且重新启用了王珂和小将郎征，收到了不错的效果，国安队凭借郎征的进球以1：0击败了对手，获得了宝贵的三分。

## 2013年
在2013年中超联赛中，该队也拿到中超四大惹不起称号，在媒体称呼的“中超四大惹不起称号”当中，该队有“主场的国安”之称。因为从2012年开始，联赛上来就是六连胜，但2011赛季国安联赛主场总战绩为10胜2平3负，本赛季则是1胜2平，合计18场有60%左右的取胜率不算很高，能给人国安主场惹不起的最深印象，只能是2013年亚冠主场就全灭日韩队伍，在多年来一直骑在中超队伍头上的日韩队伍，一到工人体育场统统技术性完败，连黄善洪这等硬骨头教练都认输，国安在2013年这个亚冠主场，给中国球迷、乃至整个中超联赛带来了多大的信心提升！
在2013年11月2日，中超最后一轮战罢，该队凭借第73分钟的进球以1-0击退青岛中能，与恒大一样以主场一季不败的战绩结束赛季，这个结果同时送了青岛中能的降级。同年同月的23日的2013年中国足协杯半决赛中，该队在主场对阵广州恒大，结果最后0-1败北。这个纪录也是在1994中国足球开始职业化以来到现在，首次在北京工人体育场输掉给了南粤地区足球队。但随着广州恒大卫冕足协杯失败以后，该队就沦落到在2014年亚冠，要从附加赛开始的地步。

## 2016年
随着河大成、德扬与巴塔拉转会离开，国安在2015赛季选聘的外援只保留了克莱伯一人。2016年1月19日，北京国安足球俱乐部宣布与乐视网达成战略合作协议，2016赛季球队将以“北京国安乐视”的队名出战中超联赛与足协杯，但该合作在赛季中期即告破裂；球队新任主教练意大利人阿尔贝托·扎切罗尼走马上任，两位巴西中场拉尔夫与雷纳托·奥古斯托、土耳其前锋布拉克·耶勒马兹以及曾在2013年效力于国安的乌兹别克斯坦中后卫伊格爾·克里梅茨宣布加盟球队。然而赛季开始后，由于伤病、技战术磨合与其他原因，国安战绩一落千丈，9场联赛之后已经需要为保级而战，球迷反应十分强烈，俱乐部因此将主教练扎切罗尼解职，助教谢峰临时出山救火；随后的赛季，国安逐步走出了保级泥潭，最终位列联赛第五。

## 2017年
2016赛季结束后，国安决定聘请前主教练曼萨诺的助手何塞·冈萨雷斯作为2017赛季的主教练；同时，国安签回了早先在球队效力的于洋、姜涛，签下了前河南建业球员张力。2016年12月30日，北京国安在马云未能入主的情况下，迅速敲定了与中赫置地的合作，中赫置地成为了北京国安新的控股股东。
然而何塞率领的中赫国安未能取得令人满意的成绩，2017赛季联赛未能过半即被谢峰暂时取代，球队首席射手耶勒马兹也离队加盟特拉布宗体育；在主场对阵卫冕冠军广州恒大淘宝前，中赫国安宣布曾执教萨尔茨堡红牛及勒沃库森的德国教头罗杰·施密特出任中赫国安的主教练；是役，中赫国安在主场以2:0击败了恒大淘宝，施密特取得了执教国安的开门红；算上该场比赛，球队一度取得了四连胜、七场不败的成绩；然而在国家队比赛日后，中赫国安长期难求一胜，在最后八轮联赛中仅取得一场胜利，最终在2017赛季仅位列联赛第9，创造了中超创始以来球队最低排名，并追平了球队在中国职业足球顶级联赛的最低排名。

## 历史战绩
- 最后更新：2017年11月6日

| 赛季 | 赛事   | 场次 | 胜 | 平 | 负 | 进球 | 失球 | 积分 | 名次       |
| 1994 | 甲A    | 22   | 7  | 8  | 7  | 42   | 34   | 22   | 第8名      |
| 1995 | 甲A    | 22   | 12 | 6  | 4  | 36   | 20   | 42   | 亚军       |
| 1995 | 足协杯 | 6    | 5  | 0  | 1  | 10   | 3    | -    | 四强       |
| 1996 | 甲A    | 22   | 9  | 6  | 7  | 30   | 25   | 33   | 殿军       |
| 1996 | 足协杯 | 7    | 4  | 1  | 2  | 16   | 9    | -    | 冠军       |
| 1996 | 超霸杯 | 1    | 0  | 0  | 1  | 2    | 3    | -    | 亚军       |
| 1997 | 甲A    | 22   | 8  | 10 | 4  | 34   | 20   | 34   | 季军       |
| 1997 | 足协杯 | 7    | 5  | 2  | 0  | 16   | 4    | -    | 冠军       |
| 1997 | 超霸杯 | 1    | 1  | 0  | 0  | 2    | 1    | -    | 冠军       |
| 1997 | 亚优杯 | 8    | 7  | 0  | 1  | 22   | 6    | -    | 季军       |
| 1998 | 甲A    | 26   | 10 | 13 | 3  | 32   | 19   | 43   | 季军       |
| 1998 | 足协杯 | 4    | 2  | 1  | 1  | 5    | 2    | -    | 八强       |
| 1998 | 亚优杯 | 4    | 1  | 0  | 3  | 4    | 5    | -    | 十六强     |
| 1999 | 甲A    | 26   | 9  | 9  | 8  | 38   | 25   | 36   | 第6名      |
| 1999 | 足协杯 | 4    | 2  | 1  | 1  | 8    | 3    | -    | 八强       |
| 2000 | 甲A    | 26   | 9  | 8  | 9  | 38   | 32   | 35   | 第6名      |
| 2000 | 足协杯 | 8    | 5  | 0  | 3  | 14   | 12   | -    | 亚军       |
| 2001 | 甲A    | 26   | 9  | 6  | 11 | 30   | 33   | 33   | 第8名      |
| 2001 | 足协杯 | 7    | 3  | 2  | 2  | 8    | 6    | -    | 亚军       |
| 2002 | 甲A    | 28   | 15 | 7  | 6  | 49   | 29   | 52   | 季军       |
| 2002 | 足协杯 | 1    | 0  | 0  | 1  | 0    | 1    | -    | 十六强     |
| 2003 | 甲A    | 28   | 9  | 9  | 10 | 34   | 26   | 36   | 第9名      |
| 2003 | 足协杯 | 7    | 7  | 0  | 0  | 20   | 5    | -    | 冠军       |
| 2003 | 超霸杯 | 1    | 1  | 0  | 0  | 4    | 3    | -    | 冠军       |
| 2004 | 中超   | 22   | 8  | 7  | 7  | 35   | 33   | 28   | 第7名      |
| 2004 | 足协杯 | 2    | 0  | 0  | 2  | 1    | 4    | -    | 十六强     |
| 2004 | 中超杯 | 2    | 1  | 0  | 1  | 2    | 6    | -    | 第一轮     |
| 2005 | 中超   | 26   | 12 | 4  | 10 | 46   | 32   | 40   | 第6名      |
| 2005 | 足协杯 | 7    | 3  | 1  | 3  | 10   | 10   | -    | 四强       |
| 2005 | 中超杯 | 4    | 1  | 1  | 2  | 6    | 7    | -    | 八强       |
| 2006 | 中超   | 28   | 13 | 10 | 5  | 27   | 16   | 49   | 季军       |
| 2006 | 足协杯 | 1    | 0  | 0  | 1  | 0    | 2    | -    | 十六强     |
| 2007 | 中超   | 28   | 15 | 9  | 4  | 45   | 19   | 54   | 亚军       |
| 2008 | 中超   | 30   | 16 | 10 | 4  | 44   | 27   | 58   | 季军       |
| 2008 | 亚冠   | 6    | 4  | 0  | 2  | 14   | 9    | 12   | 小组未出线 |
| 2009 | 中超   | 30   | 13 | 12 | 5  | 48   | 28   | 51   | 冠军       |
| 2009 | 亚冠   | 6    | 1  | 2  | 3  | 4    | 5    | 5    | 小组未出线 |
| 2010 | 中超   | 30   | 12 | 10 | 8  | 35   | 29   | 46   | 第5名      |
| 2010 | 亚冠   | 7    | 3  | 1  | 3  | 7    | 7    | 10   | 十六强     |
| 2011 | 中超   | 30   | 14 | 11 | 5  | 49   | 21   | 53   | 亚军       |
| 2011 | 足协杯 | 4    | 3  | 1  | 0  | 9    | 1    | -    | 四强       |
| 2012 | 中超   | 30   | 14 | 6  | 10 | 34   | 35   | 48   | 季军       |
| 2012 | 足协杯 | 2    | 1  | 0  | 1  | 9    | 4    | -    | 八强       |
| 2012 | 亚冠   | 6    | 0  | 3  | 3  | 6    | 11   | 3    | 小组未出线 |
| 2013 | 中超   | 30   | 14 | 9  | 7  | 54   | 31   | 51   | 季军       |
| 2013 | 足协杯 | 4    | 2  | 0  | 2  | 13   | 10   | -    | 四强       |
| 2013 | 亚冠   | 8    | 2  | 4  | 2  | 5    | 5    | 9    | 十六强     |
| 2014 | 中超   | 30   | 21 | 4  | 5  | 50   | 25   | 67   | 亚军       |
| 2014 | 足协杯 | 3    | 2  | 1  | 0  | 5    | 1    | -    | 八强       |
| 2014 | 亚冠   | 7    | 2  | 3  | 2  | 11   | 8    | 6    | 小组未出线 |
| 2015 | 中超   | 30   | 16 | 8  | 6  | 46   | 26   | 56   | 殿军       |
| 2015 | 足协杯 | 2    | 1  | 0  | 1  | 2    | 3    | -    | 第四轮     |
| 2015 | 亚冠   | 9    | 4  | 3  | 2  | 10   | 5    | 11   | 十六强     |
| 2016 | 中超   | 30   | 11 | 10 | 9  | 34   | 26   | 43   | 第5名      |
| 2016 | 足协杯 | 4    | 2  | 0  | 2  | 8    | 5    | -    | 第五轮     |
| 2017 | 中超   | 30   | 11 | 7  | 12 | 42   | 42   | 40   | 第9名      |
| 2017 | 足协杯 | 2    | 1  | 0  | 1  | 5    | 1    | -    | 第四轮     |
| 2018 | 中超   | 30   | 15 | 8  | 7  | 64   | 45   | 53   | 第4名      |
| 2018 | 足协杯 | 8    | 5  | 2  | 1  | 16   | 6    | -    | 冠军       |

- 1994年联赛为2-1-0记分系统，1995年开始为3-1-0记分系统。2004年因为与沈阳金德的客场比赛中提前退场被足协处以3个积分的处罚。足协杯赛统计包括加时赛得失球数，不包括点球决胜得失球。亚冠联赛的积分统计为小组赛积分。

## 历年球衣赞助商
| 年度 | 球衣赞助商（胸前）                                         | 球衣赞助商（背后）    | 球衣赞助商（衣袖） | 球衣供应               |
| ---- | ---------------------------------------------------------- | --------------------- | ------------------ | ---------------------- |
| 1994 | 无 (至第 11 轮) RYOBI                                      |                       |                    | 茵宝 (至第 11 轮) 耐克 |
| 1995 | RYOBI                                                      | RYOBI                 |                    | 耐克                   |
| 1996 | RYOBI                                                      | RYOBI                 | 秦池               | 耐克                   |
| 1997 | RYOBI                                                      | RYOBI                 | 中信证券           | 耐克                   |
| 1998 | RYOBI                                                      | RYOBI                 | 中信证券           | 耐克                   |
| 1999 | RYOBI                                                      | RYOBI                 | 中信证券           | 耐克                   |
| 2000 | 中信国安                                                   | 中信证券              |                    | 耐克                   |
| 2001 | 华友通信                                                   | 亚都净化器            |                    | 耐克                   |
| 2002 | 京华时报                                                   | 北大文化              | 光线传媒           | 耐克                   |
| 2003 | SONATA                                                     | 北京现代              |                    | 耐克                   |
| 2004 | 北京现代                                                   | 北京现代              |                    | 耐克                   |
| 2005 | 北京现代                                                   | 北京现代              |                    | 耐克                   |
| 2006 | 北京现代（上半年）                                         | （空缺）              |                    | 阿迪达斯               |
| 2007 | 中信银行                                                   | 中信金融 信诚人寿     | 中信证券           | 阿迪达斯               |
| 2008 | 中信银行（中超） BBVA（亚冠）                              | 中信金融 中信信托     | 中信证券           | 阿迪达斯               |
| 2009 | 中信银行（中超） BBVA（亚冠）                              | 中信金融 中信建投证券 | 中信证券           | 阿迪达斯               |
| 2010 | 中信银行、中信金融（中超） BBVA（亚冠）                    | 尼雅紅酒 中信建投证券 | 華夏銀行           | 耐克                   |
| 2011 | 中信银行                                                   | BBVA 中信建投证券     | 華夏銀行           | 耐克                   |
| 2012 | 中信银行（中超） BBVA（亚冠）                              | 雪の名水 中信建投证券 | 尼雅紅酒           | 耐克                   |
| 2013 | 中信银行（上半年） 华泰汽车（下半年）（中超） BBVA（亚冠） | 尼雅紅酒 中信建投证券 | 華夏銀行           | 耐克                   |
| 2014 | 警视传媒（中超） 中信银行（亚冠）                          | 尼雅红酒 中信建设证券 | 华夏银行           | 耐克                   |
| 2015 | 中信证券（中超） 中信银行（亚冠）                          | 尼雅红酒 中信建设证券 | 华夏银行           | 耐克                   |
| 2016 | 中信证券                                                   | 中信银行 中信建设证券 |                    | 耐克                   |
| 2017 | 中信证券                                                   | 中信银行 中信建设证券 | 捷信金融           | 耐克                   |